# Serviço Europeu de Ação Externa
O Serviço Europeu de Ação Externa (sigla: SEAE) é a única instituição da União Europeia (UE) proposta no Tratado de Lisboa, que entrou em vigor em 1 de dezembro de 2009. Serve como um Ministério dos Negócios Estrangeiros e Corpo Diplomático da UE. O SEAE estará sob a autoridade do Alto Representante da União para os Negócios Estrangeiros e a Política de Segurança (um cargo também criado pelo Tratado de Lisboa), a quem vai assistir.[carece de fontes?]
Incluída pela primeira vez na falhada Constituição Europeia, como um único departamento de relações externas da UE, que era visto como necessário para apoiar o cargo de representante único proposto, com Charles Grant, diretor do Centro para a Reforma Europeia, dizendo que seria «[…] como ter um maestro sem uma orquestra, ou melhor, um maestro a conduzir e tentar separar duas orquestras ao mesmo tempo».
O mandato para o Serviço Europeu de Ação Externa está previsto no artigo 13-A-III do Tratado de Lisboa, e diz o seguinte:
| “ | No cumprimento do seu mandato, o Alto Representante será assistido por um Serviço Europeu de Ação Externa. Este serviço trabalha em colaboração com os serviços diplomáticos dos Estados-membros e é composto por funcionários provenientes dos serviços competentes do Secretariado-Geral do Conselho e da Comissão, bem como o pessoal destacado dos serviços diplomáticos nacionais dos Estados-membros. A organização e funcionamento do Serviço Europeu de Ação Externa deve ser estabelecida por uma decisão do Conselho. O Conselho delibera sob proposta do Alto Representante, após consulta do Parlamento Europeu e após aprovação da Comissão. | ” |

Com os detalhes sendo elaborados ao longo de 2009, o SEAE será único e independente de outras instituições. Ele será formado pela fusão dos departamentos de relações externas do Conselho da União Europeia e da Comissão Europeia. No entanto, a competência exclusiva da Comissão em matéria de comércio, desenvolvimento e política de alargamento não serão transferidos para o SEAE. Embora o serviço terá células para estas áreas, as decisões terão de ser feitas conjuntamente pelo Alto Representante e o Colégio de Comissários. As representações da Comissão no exterior também cairão sob o SEAE como embaixadas da UE. O SEAE também irá gerir as relações externas, de segurança e de defesa e o controle do Centro de Situação (o centro de compartilhamento de inteligência da UE). No entanto, apesar do Alto Representante e do SEAE poderem preparar iniciativas, os Estados-membros tomam as decisões finais e a Comissão também desempenha um papel na execução técnica. O Alto Representante também deve informar o Parlamento Europeu.
Os funcionários serão retirados da Comissão, do Conselho e dos Estados-membros, sendo destacados temporariamente. Isso seria também retirado do orçamento de outras instituições. O orçamento do SEAE será proposto e gerido pelo Alto Representante, que também designa o seu próprio pessoal. A proposta final sobre a forma do SEAE será feita em abril de 2010. Ele vai-se tornar totalmente operacional até 2012, havendo uma revisão em 2014.